# Холидејсберг (Пенсилванија)
Холидејсберг (енгл. Hollidaysburg) град је у америчкој савезној држави Пенсилванија.

## Демографија
По попису из 2010. године број становника је 5.791, што је 423 (7,9%) становника више него 2000. године.
| Група             | 2000.         | 2010.         |
| Белци             | 5.253 (97,9%) | 5.536 (95,6%) |
| Афроамериканци    | 44 (0,8%)     | 96 (1,7%)     |
| Азијати           | 14 (0,3%)     | 57 (1,0%)     |
| Хиспаноамериканци | 26 (0,5%)     | 53 (0,9%)     |
| Укупно            | 5.368         | 5.791         |